# Chaux (Côte-d’Or)
Chaux – miejscowość i gmina we Francji, w regionie Burgundia-Franche-Comté, w departamencie Côte-d’Or.
Według danych na rok 1990 gminę zamieszkiwało 347 osób, a gęstość zaludnienia wynosiła 49 osób/km² (wśród 2044 gmin Burgundii Chaux plasuje się na 572. miejscu pod względem liczby ludności, natomiast pod względem powierzchni na miejscu 1106.).